# Jorge de Cárdenas
Jorge de Cárdenas Plá (La Habana, 2 de noviembre de 1933-Miami, Estados Unidos, 15 de febrero de 1989) fue un deportista cubano que compitió en vela en la clase Star. Fue hijo de Carlos de Cárdenas sr. y hermano de Carlos de Cárdenas jr., ambos regatistas.
Ganó dos medallas en el Campeonato Mundial de Star, plata en 1955 y bronce en 1956.

## Palmarés internacional
| Campeonato Mundial | Campeonato Mundial | Campeonato Mundial | Campeonato Mundial |
| Año                | Lugar              | Medalla            | Clase              |
| ------------------ | ------------------ | ------------------ | ------------------ |
| 1955               | La Habana (Cuba)   | Medalla de plata   | Star               |
| 1956               | Nápoles (Italia)   | Medalla de bronce  | Star               |